# Diecéze Acarassus
Diecéze Acarassus je titulární diecéze římskokatolické církve, založená roku 1933 a pojmenovaná podle starověkého města Acarassus v dnešním Turecku. Toto město se nacházelo v římské provincii Licia. Diecéze byla sufragannou arcidiecéze Myra.

## Seznam titulárních biskupů
| hodnost          | jméno                       | úřad                                         | od              | do                 |
| ---------------- | --------------------------- | -------------------------------------------- | --------------- | ------------------ |
| titulární biskup | Louis Janssens, C.I.C.M.    | emeritní biskup Rehe (Čína)                  | 9. ledna 1948   | 14. dubna 1950     |
| titulární biskup | Constace Jurgens, C.I.C.M.  | emeritní biskup Tuguegarao (Filipíny)        | 6. května 1950  | 3. června 1952     |
| titulární biskup | Paul Constant Schoenmaekers | pomocný biskup Mechelen–Brussel (Belgie)     | 8. září 1952    | 8. ledna 1986      |
| titulární biskup | Stefan Soroka               | pomocný biskup Winnipegu (Kanada)            | 29. března 1996 | 29. listopadu 2000 |
| titulární biskup | Stephan Meniok, C.Ss.R.     | apoštolský exarcha Doněck-Charkov (Ukrajina) | 11. ledna 2002  | současnost         |